# ソフトさ〜くるクレージュ
ソフトさ～くるクレージュとは、有限会社クレージュソフトウェアのアダルトゲームを製作する同人サークル名である。
姉妹ブランドにクレージュA、ソフトサークルパルテノンが存在する。

## 概要
2000年には『ARTLESS』を作成しており、エロ系の同人ゲームサークルとしては古参、老舗の部類に入る。ダウンロード販売を請け負っているDLsite.comにおいて、複数の作品で月間ダウンロード数1位や年間ダウンロード数上位を獲得しており、同人ゲーム分野では有名どころの一つである。
冒頭の通り企業体を持った同人サークル(いわゆる企業系サークル)の一つであり、制作されるアダルトゲームの数も年間を通してハイペースである。なお、一部の作品はアダルトアニメ化もされている。
制作されている作品は一貫して、抜きゲー系のものが多い。

## クレージュ四天王
パんてる山田(代表)
来週標準(プログラマー)
Ｄ．松本(シナリオライター)
ポチ加藤(原画)

## 参加者

### 原画
- 北本鴻巣
  - have relations with…3-淳子と奈美と直之と俺
  - DEGENERATION
  - have relations with…2-しのぶ
  - have relations with…-真帆と片帆
- ポチ加藤
  - 窓ごしの部屋3
  - 呼びだし!さぶじぇくと ～幼なじみ姉が保健医～
  - May Reason
  - Sな彼女
  - MASQUERADE
  - 窓ごしの部屋2
  - MATERIAL
  - ぽこぽこ妹3
  - 窓ごしの部屋
  - 鳥篭
  - ぽこぽこ妹2
  - 初夏の巫女
  - ぽこぽこ妹
  - 哀玩少女 卒業
  - バトルアリーナ
  - 哀玩少女 慟咬
  - 哀玩少女 凄惨
  - 哀玩少女 淫悶
  - 哀玩少女 狂縛
  - 哀玩少女 愛撫
  - 愛玩少女 蹂躙
  - 放課後美肉調教奴隷倶楽部 嬲
- LINDA
  - DISCODE-reverse
  - DISCODE-Surface
  - DISCODE-2 二律背反
  - DISCODE-1 異常性愛
- にの子
  - blue note
  - 螺旋階段 シナリオII
  - Paraphilia ～ペット志願～
  - 螺旋階段
- tomomaya
  - DISCODE-lo
- たぢまよしかづ
  - This will Never End
  - R24/7 -Twenty Four/Seven-
  - H24/7 -Twenty Four/Seven-
- G kilo-byte
  - TRIANGLE
  - May Queen ～小鳥 Afterwards～
  - 理由(わけ）ありの恋人たち
  - May Queen May Reason 2

### シナリオ
- 青橋由高
  - DISCODE-surface
  - DISCODE-reverse
  - DISCODE-lo
  - have relations with…-真帆と片帆
  - have relations with…2-しのぶ
  - have relations with…3-淳子と奈美と直之と俺
  - DEGENERATION
- 尾崎嶺
  - This will Never End
  - R24/7 -Twenty Four/Seven-
  - blue note
  - H24/7 -Twenty Four/Seven-
  - TRIANGLE
- 小沢裕樹
  - ONLY YOU
  - Paraphilia ～ペット志願～
  - 秘密のカンケイ 渚と桜
- 兵庫舞
  - 窓ごしの部屋3
  - Exhibitionism 露出性癖
  - 理由ありの恋人たち
  - May Queen
  - May Reason
- 箕崎准
  - 螺旋階段 シナリオII
  - May Queen ～小鳥 Afterwards～
  - 螺旋階段
  - 触手少女

## 主な作品
DISCODE（1/2/surface/reverse）
精液まみれになるのが好きという女子学生、和泉鏡華（声：榊るな）を主人公としたゲーム。全シリーズ共通して、原画をLINDAが担当。2003年にOVA化されている。
have relations with...
窓越しの部屋
おさななじみ同士の恋愛を扱った和姦物。現在全3作が発行されている。原画はポチ加藤が担当。
ぽこぽこ妹
MayQueen
普段は明るく礼儀正しく、H時には小悪魔的な女王様っぷりを発揮する女の子「小鳥」がヒロインで、黒いゴスロリを着たまま主人公に淫らに迫る彼女と二週間の間、精液にまみれた痴態に耽る。
螺旋階段